# François Fellonneau
François Fellonneau, né le 16 avril 1744 et mort le 31 mars 1801 à Nantes, est un juriste et un homme politique français, maire de Nantes de 1800 à 1801.

## Biographie

### Origines et famille
François-de-Salles Godefroy Fellonneau est le fils de Jean-Paul Fellonneau, responsable de la Compagnie des Indes  et receveur de la généralité de Bretagne, et d’Elisabeth-Marie Picard. Un de ses ancêtres, Raymond, originaire de Bourges, était installé dans la région de Bordeaux au début du XVIIe siècle.
Il occupe une charge d’avocat du roi au présidial de Nantes.
Dans le cadre municipal, il est nommé échevin (1773), sous-maire (1774) et président du Bureau de bienfaisance.
Il épouse Jeanne-Catherine Barral, dont il a trois enfants : deux filles et un fils, gendre de Claude-Sylvain Pâris.

### Maire de Nantes
Il est nommé maire de Nantes par le Premier consul le 8 messidor an 7 et installé le 30 messidor (19 juillet 1800) par le préfet Étienne-François Le Tourneur, le premier du département, nommé en mars. Les adjoints sont nommés en même temps que lui. Le conseil municipal est nommé par le préfet fin août 1800 : 30 conseillers, parmi lesquels Louis-Marie Saget, le maire précédent ; Pierre-Toussaint Tessier, précédemment premier administrateur municipal ; Paul Fellonneau (maître des eaux et forêts) ; Collin (confiseur) ; Mathurin-Michel Peccot (architecte).
En septembre 1800, Mathurin Peccot est nommé architecte-voyer par le conseil municipal. 
Le mandat de François Fellonneau se termine avec sa mort le 31 mars 1801. La municipalité décide de prendre en charge les frais de ses funérailles. Claude-Sylvain Pâris lui succède début juin.

## Hommages
- Rue Fellonneau à Nantes (quartier Saint-Félix)